# Мосю Бриколаж
Мосю Бриколаж (на френски: Mr Bricolage) e френски хипермаркет в сектора Направи си сам, който продава инструменти, всичко за градината и дома и други технически уреди. Благодарение на централизираната политика и налагането на общи стандарти във всичките магазини с марката Мосю Бриколаж, днес веригата е третата най-голяма в този сектор, във Франция и в цяла Европа, с годишен доход от 1,89 милиарда евро (3,70 милиарда лева). Веригата Мосю Бриколаж функционира с 527 магазина заемащи обща площ от 1,7 милиона м² и е позната на 4 континента. Над 480 от магазините на тази компания се намират във Франция и държат 15% от френския пазар на стоки за ремонт и обзавеждане на дома и градината.
Всеки месец, над 500 000 клиента са обслужени от Мосю Бриколаж, в 40+ магазина извън Франция. Във веригата магазини работят близо 12 000 служители в 11 държави.

## История
1964 г.: Група френски собственици на магазини за инструменти начело с Бернард Ивернъл създават национално сдружение в сектора Направи си сам. Тогава стартира и първата рекламна кампания на групата.
1966 г.: Броят на членовете нараства бързо. Сдружението започва да търси най-добрите доставчици на продукти.
1968 г.: Създадено е първото лого, което обединява трите символа на домашния майстор: болт, чук и четка. Започва издавенето на бюлетин и всички магазини са брандирани с новото лого.
1974 г.: Членовете вече са 78. Сдружението се превръща в кооперация и провежда своя първи конгрес под председателството на Жак Жирар. Решено е да се налага общата марка и да се правят съвместни рекламни кампании. Първият продуктов каталог излиза през 1977 г.
1980 г.: Официално е регистрирана марката Мосю Бриколаж, която е естественото продължение на сдружението на търговците в сектора „Направи си сам“. Търговията на дребно с продукти за дома и градината бележи истински възход. Започва създаването на стандарти за интегриране на всички магазини към новата марка Мосю Бриколаж, чийто корпоративни цветове стават зеленото и червеното.
1995 г.: Създадено е акционерно дружество Мосю Бриколаж, с основна цел да се превърне в ключов играч на пазара. Инвестират се средства за закупуване на терени за изграждане на нови магазини с марката Мосю Бриколаж, както и за търговски центрове извън Франция.
1998 г.: Въведена е нова концепция „Octogone“ (осмоъгълник), която е изцяло оригинална и не е съществувала дотогава. В средата на магазина е разположен тъй нареченият център с продукти за декорация. От него тръгват 8 алеи, всяка от които представя концептуални продукти за Направи си сам сектора. Концепцията е лесна и логична. Нейната основна цел е клиентите сами да откриват най-правилните за тях решения и идеи.
2000 г.: Започва развитие на Балканския полуостров. Открит е първи магазин в България, в град София.
Чрез продажбата на акции от Мосю Бриколаж, на борсата в Париж започват да се набират средства за инвестиции в растежа и развитието на магазините и обучение във Франция и в чужбина. Мосю Бриколаж вече разполага с мрежа от 350 магазина и бележи растеж от 25% за 5 години.
2002 г.: Дружеството придобива магазините Катена и Брикогит. Въз основа на взаимно допълващи се марки, сливането способства да обхващане на повече пазари както в големите градове, така и в по-малките населени места във Франция.
2003 г.: Стартира нова концепция Au Coeur Des Métiers (В сърцето на дома), която е подходяща и за по-големи търговски площи (над 1200 м²).
2004 г.: Открит е магазин в Андора.
2005 г.: Развитието продължава в Мароко – първият магазин е открит в Казабланка.
2006 г.: Първият магазин Мосю Бриколаж е открит в Букурещ, Румъния.
2007 г.: Жан-Франсоа Буше става изпълнителен директор на Мосю Бриколаж. Той заменя на поста Морис Вакс.
2008 г.: Групата продава 95% от своите дъщерни дружества за недвижими имоти на групата Мосю Бриколаж Инкейд на 1 януари, 2008 година. През месец май е открит първият магазин на остров Мавриций, в град Трианон.

## Международно присъствие
- Франция
- България (в Благоевград, Бургас, Варна, Добрич, Плевен, Пловдив, Русе, София – ж.к. Люлин и ж.к. Младост и Стара Загора. Най-големият се намира в квартал Люлин с площ от 8000 м²)
- Румъния
- Испания
- Андора
- Белгия
- Аржентина
- Уругвай
- Мароко
- Мадагаскар
- Трианон, Мавриций